# 萨尔恰克·托卡
萨尔恰克·卡尔巴克霍列科维奇·托卡（俄语：Салчак Калбакхорекович Тока；1901年12月15日—1973年5月11日），图瓦人，苏联作家，陆军中将军衔。曾任图瓦人民革命党中央总书记、联共（布）图瓦自治州委第一书记、苏共图瓦苏维埃社会主义自治共和国党委第一书记等职务。他实际领导图瓦长达41年。

## 生平
- 1901年12月15日出生于清朝唐努乌梁海墨尔根喇嘛庙，今俄罗斯图瓦共和国萨雷格谢普。
- 1910年-1921年，斯捷潘·米哈伊洛夫农场工人。1921年，参与图瓦驱逐中华民国势力的军事叛乱。
- 1922年-1924年，图瓦人民共和国邮政部邮递员。
- 1924年-1925年，图瓦人民革命军服役。
- 1925年-1929年，莫斯科东方劳动者共产主义大学学习。1929年加入图瓦人民革命党，回国后成为图瓦的第一批共产党员。
- 1929年-1932年3月，图瓦人民革命党中央第二书记。期间效仿苏联，在图瓦开展大清洗。大批党内干部和喇嘛被处决，其中包括前图瓦人民共和国部长会议主席蒙古什·巴彦-巴达尔呼、栋杜·库乌拉、萨特·楚密特-达吉等人。
- 1932年3月-1944年10月，图瓦人民革命党中央总书记，曾多次要求图瓦并入苏联。1943年4月被图瓦人民共和国小呼拉尔授予中将军衔。1944年10月11日，图瓦人民共和国并入苏联，成为俄罗斯苏维埃联邦社会主义共和国下辖的一个自治州。图瓦人民革命党也并入联共（布）。托卡成为苏军中将。
- 1944年10月-1961年10月，联共（布）、苏共图瓦自治州州委第一书记，图瓦自治州作家协会主席。1951年加入苏联作家协会。
- 1961年10月-1973年5月，苏共图瓦苏维埃社会主义自治共和国党委第一书记。
- 1973年5月11日于克孜勒逝世，享年71岁。

托卡是苏共19-24大代表；第19-23届中央候补委员，第24届中央委员；第1届苏联最高苏维埃民族院代表，第2-8届苏联最高苏维埃联盟院代表，第2届俄罗斯苏维埃联邦社会主义共和国最高苏维埃代表。

## 文学生涯
托卡也被认为是图瓦苏维埃文学的奠基人。他在1930年代开始创作，1938年出版了戏剧《狱中三年》，1943年出版了小说《在桦树皮帐篷里》、《走向伟大的门槛》、《猎狼》等作品。这些作品尖锐批判封建历史，显示了人民的革命觉醒与社会主义新理想的确立。自传体小说《荒田之言》（1950）、《新图瓦人》（1964）；纪实小说《父亲没有看到的，儿子会看到》（1963）等等。

## 荣誉
图瓦：
- 两次图瓦共和国勋章（1938）
- 图瓦劳动勋章（1941）

苏联：
- 小说《荒田之言》获1950年斯大林奖三等奖
- 社会主义劳动英雄称号（1971）
- 七次列宁勋章（1942,1944,1946,1949,1957,1961,1971）
- 劳动红旗勋章（1960）
- 劳动英勇奖章（1959）
- 1941-1945年伟大卫国战争战胜德国奖章
- 1941-1945年伟大卫国战争胜利二十周年奖章
- 1941-1945年伟大卫国战争中忘我劳动奖章
- 苏联武装力量五十周年奖章
- 开垦处女地奖章
- 苏联内务人民委员会荣誉工作人员奖章
- 图瓦苏维埃社会主义自治共和国国家奖（1974年追授，小说《荒田之言》）

蒙古：
- 两次劳动红旗勋章[2]

## 纪念
- 在图瓦共和国的许多城市，都为托卡竖立了纪念碑。许多街道也以托卡命名。
- 俄罗斯联邦共产党中央委员会设立了“托卡诞辰110周年”纪念章。